# BLU-122
Bei der BLU-122 (auch BLU-122/B, mit Lenksatz: GBU-28C/B) handelt es sich um eine bunkerbrechende Bombe mit einem Gewicht von etwa 2 Tonnen.

## Beschreibung
Bei der BLU-122 handelt es sich um eine umfassende Weiterentwicklung des erprobten BLU-113-Bombenkörpers. Über genaue Details liegen keine Informationen vor, allerdings wurden bei Tests folgende Leistungssteigerungen erzielt:
- über 20 % größere Penetrationstiefe
- Verstärkung der Explosion um 70 %
- 30 % höhere Zuverlässigkeit
- Kann 54 % mehr Ziele bedrohen als die BLU-113

Probleme gab es während der Testphase vor allem mit den verfügbaren Zündern, weswegen hier umfangreiche Modifikationen vorgenommen werden mussten. Im Mai 2005 erhielt General Dynamics nach dem Ende der Tests einen Auftrag über etwa 5,2 Millionen US-Dollar zur Produktion der ersten 71 Bombenkörper. Diese wurden anschließend an die United States Air Force ausgeliefert.